# Satellaview
El Satellaview fue un satmódem producido por Nintendo para el Super Famicom lanzado en 1995 únicamente en Japón. Salió al precio de ¥ 14.000 (unos 99,59 euros o dólares americanos).
Con 1 megabit de espacio de ROM y 512 kB adicionales de RAM, Satellaview permitía a los jugadores descargar juegos, revistas y otras formas de contenido a través de emisiones vía satélite proporcionadas por la compañía japonesa St.GIGA. Para utilizar Satellaview, los jugadores tenían que comprar un sintonizador especial de satélite (BS) directamente de St.GIGA o alquilar uno por una cuota de seis meses, y pagar cuotas mensuales de mantenimiento tanto a St.GIGA como a Nintendo. Estaba conectado a la parte inferior de la Super Famicom a través del puerto de expansión del sistema. Contó con un gran apoyo de otros desarrolladores, incluyendo Squaresoft, Taito, Konami, Capcom y Seta.
Satellaview fue el resultado de una colaboración entre Nintendo y St.GIGA, esta última conocida en Japón por su música de sonido de naturaleza "Tide of Sound". En 1994, St.GIGA tenía dificultades económicas debido a la recesión japonesa que afectaba a la demanda de su música; Nintendo inició un plan de "rescate" adquiriendo una participación en la empresa. Satellaview fue producida por Nintendo Research & Development 2, el mismo equipo que diseñó la propia Super Famicom, y se hizo para atender a un mercado más orientado a los adultos. En 1998, la relación de Nintendo con St. GIGA comenzó a colapsar debido a que la empresa se negó a seguir adelante con un plan de gestión de la deuda y no consiguió una licencia de emisión del gobierno. Nintendo retiró su apoyo a Satellaview en marzo de 1999, y St.GIGA continuó suministrando contenidos hasta el 30 de junio de 2000, fecha en la que se interrumpió definitivamente.
El auge de las consolas tecnológicamente superiores, como el Sega Saturn y la PlayStation, y su elevado costo hicieron que los consumidores se mostraran reacios a comprar el Satellaview, especialmente porque solo se vendía por correo o a través de determinadas cadenas de tiendas electrónicas. A pesar de ello, el St. GIGA informó de que había visto más de 100.000 suscriptores en marzo de 1997. Retrospectivamente, Satellaview ha sido elogiado por los críticos por sus logros tecnológicos y la calidad general de sus juegos, en particular los de la serie Legend of Zelda. En los últimos años, ha ganado un fuerte aspecto de culto debido a que gran parte de su contenido se considera perdido, y se han formado grupos de preservación de videojuegos para descargar y preservar sus juegos y otros servicios en línea.

## Historia
Fundada a principios de 1990, St.GIGA era una filial de radio por satélite de la empresa japonesa de televisión por satélite WOWOW, Inc, con sede en Akasaka, Tokio. Acreditada como la primera estación de radio digital por satélite del mundo, era mantenida por Hiroshi Yokoi y más conocida por sus emisiones de "Marea de Sonido", que eran grabaciones digitales de alta calidad de sonidos de la naturaleza acompañadas de un narrador de palabras habladas conocido como la "Voz". Más tarde comenzó a publicar álbumes con su propia música y con música extranjera como Hearts of Space y varias composiciones de Deep Forest, así como varias piezas de mercancía como guías de programas y "calendarios de sonido". Para 1994, St. GIGA estaba luchando financieramente debido a la recesión japonesa que afectaba a la demanda de música ambiental, y hacía que los consumidores fueran reacios a invertir en antenas de satélite y sintonizadores. Nintendo compró una participación del 19,5% en St.GIGA en mayo, como una forma de "rescatar" la compañía y ayudar a reestructurarla con éxito.
Satellaview comenzó a desarrollarse poco después de la adquisición, supuestamente en producción junto con Virtual Boy y Nintendo 64. Mientras Nintendo producía la consola, St.GIGA renovó su programación para incluir un nuevo bloque de programación, la "Hora de Super Famicom", que ofrecía consejos de juego y noticias para los próximos juegos de Nintendo en Super Famicom. St. GIGA proporcionaría los servicios de satélite y de emisión necesarios, así como acogería muchas de sus emisiones de música antigua y de Tide of Sound, mientras que Nintendo y otros desarrolladores externos crearían juegos y otros contenidos para los periféricos. Nintendo recalcó a las publicaciones de videojuegos que gran parte del contenido de Satellaview, es decir, las emisiones de St.GIGA en sí mismas, estaban dirigidas principalmente a adultos, y que los videojuegos constituían solo una pequeña parte del tiempo de emisión.

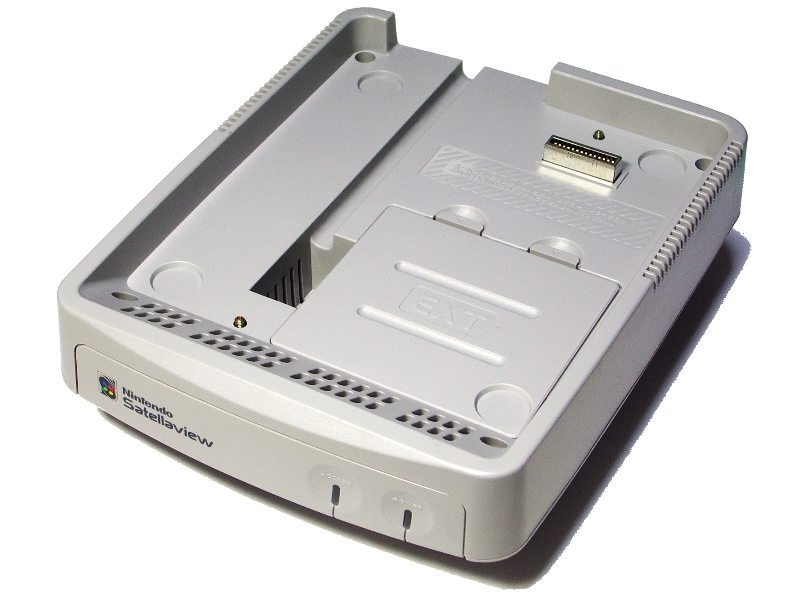
Un dispositivo autónomo Satellaview

Nintendo anunció oficialmente el lanzamiento de Satellaview el 21 de diciembre de 1994, con un precio de venta al público de 14.000 yenes, o 150 dólares. Varios desarrolladores externos, como Capcom, Taito, Konami, Seta y Squaresoft, anunciaron sus planes para producir juegos para el periférico tras su presentación. El propio periférico fue diseñado por Nintendo Research & Development 2, el mismo equipo que diseñó la Super Famicom. A pesar de que la compañía se encontraba en una situación de crisis debido a la caída de las ventas de juegos de Super Famicom y al fracaso del Virtual Boy, Nintendo seguía confiando en que Satellaview tendría éxito y ayudaría a calmar los supuestos "temores" de los consumidores de que la compañía estaba en vías de desaparición; el presidente de la compañía, Hiroshi Yamauchi, esperaba vender unos 2 millones de Satellaview cada año. Los servicios de emisión para Satellaview se lanzaron el 1 de abril, aunque el propio periférico no se lanzó hasta el 24 de abril. Solo se vendió por correo, en lugar de ser lanzado en las tiendas. Satellaview nunca se lanzó en Norteamérica, lo que algunas publicaciones citaron debido a los altos costos de la transmisión por satélite, y debido a una supuesta falta de atractivo para los consumidores estadounidenses. Cuando se lanzó el servicio por primera vez, St.GIGA tenía una serie de problemas en relación con la transmisión de videojuegos y servicios relacionados con los videojuegos a través del servicio Satellaview, tales como problemas legales con otras empresas y restricciones técnicas de la época. En junio de 1996, Nintendo anunció que se asociaría con Microsoft para lanzar un servicio similar a Satellaview para los sistemas operativos Windows, que combinaría los servicios de radiodifusión de St.GIGA con la conexión telefónica a Internet; este servicio nunca se lanzó. En marzo de 1997, St.GIGA informó de que Satellaview tenía 116.378 jugadores activos.
En el verano de 1998, la relación de Nintendo con St. GIGA comenzó a deteriorarse. GIGA se negó a seguir adelante con un plan de gestión de la deuda creado por Nintendo para reducir el capital de la empresa, a pesar de tener una deuda de 8.800 millones de yenes, y tampoco había solicitado una licencia gubernamental de emisión digital por satélite en un plazo determinado. Esto llevó a que Nintendo parara toda producción de nuevos juegos y contenidos para los periféricos a partir de marzo de 1999, y también había desechado los planes para seguir proporcionando contenidos y servicios a través de un nuevo satélite BS-4. A pesar de esto, St. GIGA continuó suministrando contenidos para Satellaview, emitiendo retransmisiones de contenidos antiguos y haciendo que el servicio fuera estrictamente para videojuegos. Finalmente, Satellaview fue interrumpido el 30 de junio de 2000, debido a la grave falta de apoyo de otras empresas y a la disminución de la base de jugadores, que se redujo en casi un 60% desde su máximo en 1997 a unos 46.000 suscriptores activos.  Un año después de su interrupción, St. GIGA se declaró en quiebra y se fusionó con la empresa japonesa de medios de comunicación WireBee, Inc.

## Especificaciones técnicas

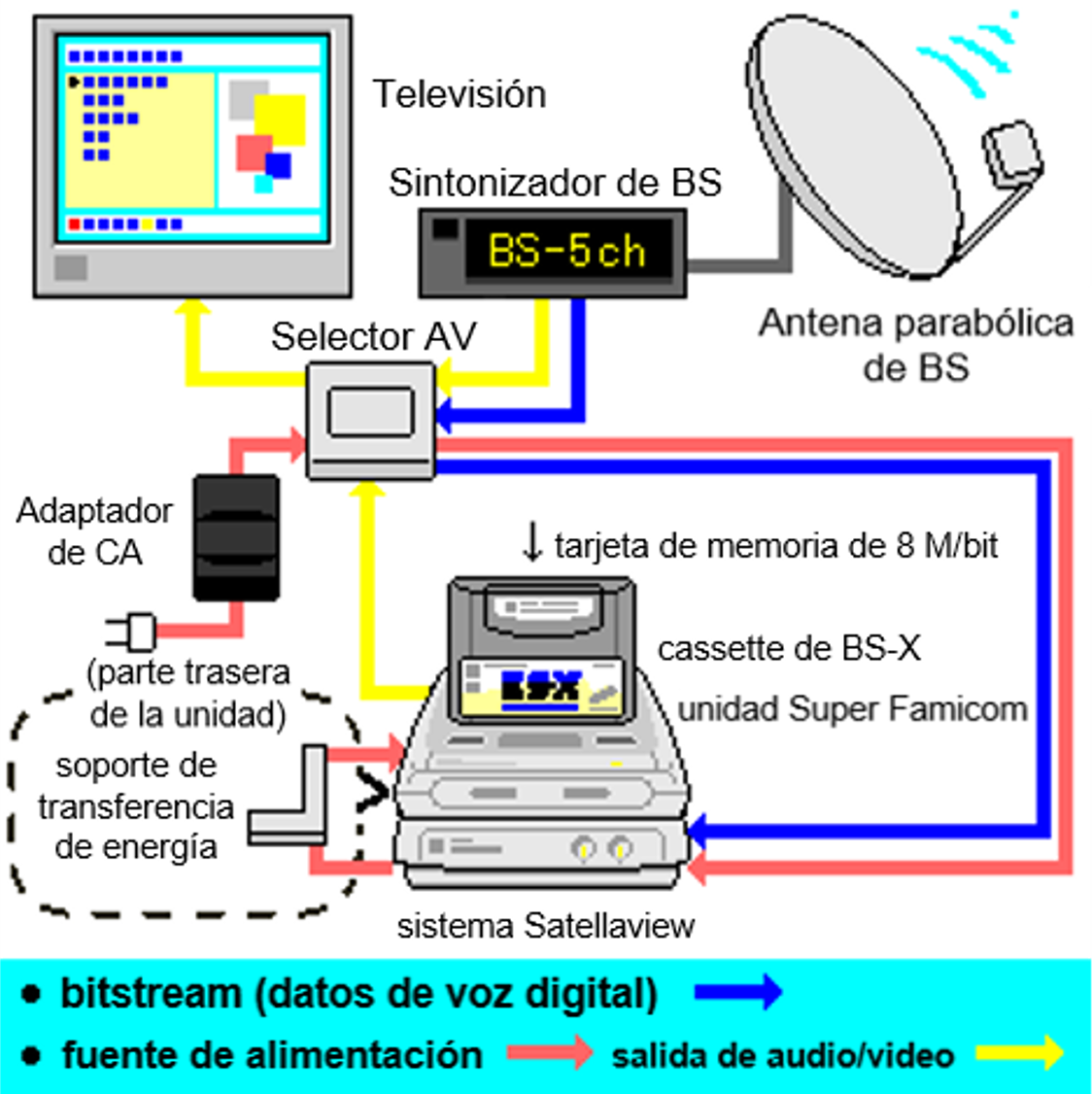
Un diagrama que muestra cómo funciona el sistema Satellaview e interactúa con otros equipos.

Un dispositivo Satellaview se adhiere a la parte inferior de una Super Famicom, de manera similar al 64DD o al Mega-CD. No requiere el uso del adaptador de corriente original de la Super Famicom, ya que transfiere la corriente a la Super Famicom a través de un soporte de transferencia de corriente situado en la parte posterior de la consola. El propio periférico contiene 1 MB de espacio en la ROM y 512 kB de RAM para aumentar el rendimiento de la memoria de la Super Famicom. Un dispositivo Satellaview se suministra con un adaptador de corriente alterna de cuatro vías y un selector de AV, que se utilizan para conectar la consola a un sintonizador BS necesario para su funcionamiento. Se utilizaron paquetes de memoria de 8 MB para guardar la información del juego y de la emisión, insertados en la parte superior de un cartucho de aplicación especial. Estos paquetes de memoria pueden reescribirse con nuevos contenidos, y también pueden utilizarse junto con otros ciertos juegos de la Super Famicom, como RPG Maker 2. Para usar Satellaview, un usuario tenía que comprar un sintonizador BS personalizado de St.GIGA por sí mismo, y pagar cuotas mensuales tanto a St.GIGA como a Nintendo; los jugadores también podían alquilar un sintonizador BS por un periodo de seis meses a ¥5.400. También se requería una antena parabólica.
El cartucho de aplicación de Satellaview, titulado BS-X: Sore wa Namae o Nusumareta Machi no Monogatari (comúnmente traducido como BS-X: La ciudad cuyo nombre fue robado), sirve tanto como un sistema de menú interactivo como su propio juego. Se insertó en el puerto del cartucho de la Super Famicom, y es necesario para utilizar el periférico. El juego presenta un mundo central al estilo de EarthBound, con diferentes edificios que representan cada uno de los diferentes servicios y lugares de entretenimiento de Satellaview. Los jugadores pueden crear un avatar personalizado, comprar objetos que se encuentran en tiendas repartidas por todo el mapa y jugar a minijuegos cortos, así como leer los anuncios de St.GIGA y Nintendo y participar en concursos. El cartucho BS-X también ayuda a aumentar el rendimiento del hardware de la Super Famicom con una memoria RAM extra incorporada.

## Juegos y servicios
Se lanzaron un total de 114 juegos para Satellaview; algunos de ellos consisten en remakes o alteraciones de juegos antiguos de Family Computer y Super Famicom, mientras que otros fueron creados específicamente para el servicio. Nintendo produjo varios juegos para Satellaview basados en sus populares franquicias, incluyendo Kirby (serie), F-Zero, Fire Emblem, The Legend of Zelda y Super Mario Bros. Nintendo también contribuyó con varios juegos originales, como Sutte Hakkun. El creador de EarthBound, Shigesato Itoi, diseñó un juego de pesca llamado Itoi Shigesato no Bass Tsuri n.º 1. El juego Special Tee Shot, inédito hasta entonces, que más tarde se convirtió en Kirby's Dream Course, también se lanzó para el servicio. Entre los títulos de terceros más destacados se encuentran Radical Dreamers y Treasure Conflix de Squaresoft, Harvest Moon de Pack-In-Video, Shiren the Wanderer de Chunsoft, Super Earth Defense Force de Jaleco y Derby Stallion '96 de ASCII. Algunos juegos fueron etiquetados como "juegos de Soundlink", títulos que contaban con la participación de varias personalidades y comentaristas de la radio en directo. A diferencia de otros juegos para Satellaview, los juegos de SoundLink solo podían ser jugados durante su tiempo de emisión específico. Nintendo a menudo organizaba torneos para ciertos juegos, como Wario's Woods, que permitían a los jugadores competir contra otros con la posibilidad de ganar premios.
Además de los juegos, los suscriptores de Satellaview también podían acceder a muchos otros servicios diferentes. Se pusieron a disposición de los usuarios revistas gratuitas, desde publicaciones de videojuegos como Famitsu y Nintendo Power hasta publicaciones japonesas generales centradas en noticias, música o entrevistas con famosos. También había revistas de Soundlink que tenían comentarios a menudo proporcionados por personalidades japonesas populares, como Bakushō Mondai y All Night Nippon. Los suscriptores también tuvieron acceso a emisiones proporcionadas por el propio St.GIGA, como su ambiente natural "Tide of Sound" y otras formas de música. También se proporcionó un boletín especial tanto de St.GIGA como de Nintendo, que incluía actualizaciones del servicio como concursos e información sobre próximos eventos.

## Recepción y legado
A pesar de haber acumulado una base de jugadores más grande, y de haber tenido un gran éxito para St.GIGA, Nintendo consideró Satellaview como un fracaso comercial. El auge de las consolas tecnológicamente superiores como Sega Saturn y PlayStation, así como la propia Nintendo 64, hizo que los consumidores se mostraran reacios a comprar Satellaview, especialmente debido a que solo se vendía a través de la entrega por correo, o en tiendas electrónicas específicas.
Los comentarios retrospectivos sobre Satellaview han sido positivos. La revista Retro Gamer aplaudió al periférico por sus logros tecnológicos, proporcionando una forma temprana de juego en línea décadas antes de la llegada de servicios como Xbox Live. Retro Gamer también elogió su selección de juegos por su calidad general, citando los juegos de BS Legend of Zelda como el conjunto definitivo de títulos para el periférico. Nintendo World Report valoró el servicio por ser "único", uno que probablemente nunca se reproducirá en las consolas de videojuegos modernas, así como su selección de juegos y servicios disponibles para él. Shack News lo incluyó entre los productos más innovadores de Nintendo por sus logros tecnológicos y por ser uno de los primeros intentos de llevar los videojuegos a la red. Kill Screen calificó a Satellaview como "quizás uno de los primeros experimentos más cruciales en la combinación de juegos con la narración de historias", quedando específicamente impresionado por los juegos Soundlink de la consola y el uso de la actuación de voz. Al mismo tiempo, también expresaron su decepción por ello, debido a que la totalidad del contenido de Soundlink se ha perdido por realizarse en tiempo real. Video Game Chronicle lo llamó "una idea impresionante e ingeniosa para la época, y una innovación que vemos en menor grado ahora en términos de televisión interactiva y entregas de juegos episódicos de los estudios modernos".
En 1999, Nintendo lanzó un sucesor espiritual de Satellaview para Nintendo 64, llamado 64DD. Originalmente anunciado en 1995, un año antes del lanzamiento de la propia consola, el 64DD tenía muchas características similares a Satellaview, como la posibilidad de ver un boletín especial de Nintendo y descargar datos del servicio de red en línea Randnet. La 64DD también permitía a otros usuarios chatear entre ellos y poder jugar en línea a través de servidores privados. Nintendo intentó que St.GIGA pasara de Satellaview a la 64DD, pero cuando se negaron, Nintendo se asoció con la empresa mediática japonesa Recruit para formar Randnet. La 64DD fue un fracaso comercial con solo unas 15.000 unidades vendidas, lo que la convirtió en la consola menos vendida de Nintendo de todos los tiempos.
Satellaview ha ganado un gran culto a finales de la década de 2000; debido a que la mayor parte de su contenido se perdió después de que se cerrara el servicio, muchos conservadores de videojuegos y aficionados a Nintendo han empezado a buscar paquetes de memoria que podrían contener todavía datos de juegos en ellos para volcarlos y conservarlos en línea. Varios aficionados dedicados también han creado servidores privados personalizados que funcionan con el cartucho de aplicación oficial BS-X, además de traducir ciertos juegos como los de la serie Legend of Zelda. Las publicaciones también han suscitado preocupación sobre Satellaview en años retrospectivos, debido a que gran parte de su contenido -específicamente el audio de los juegos de Soundlink y los boletines digitales de Satellaview- se ha perdido de forma permanente debido a que estos se emiten en tiempo real.